# Lila Azam Zanganeh

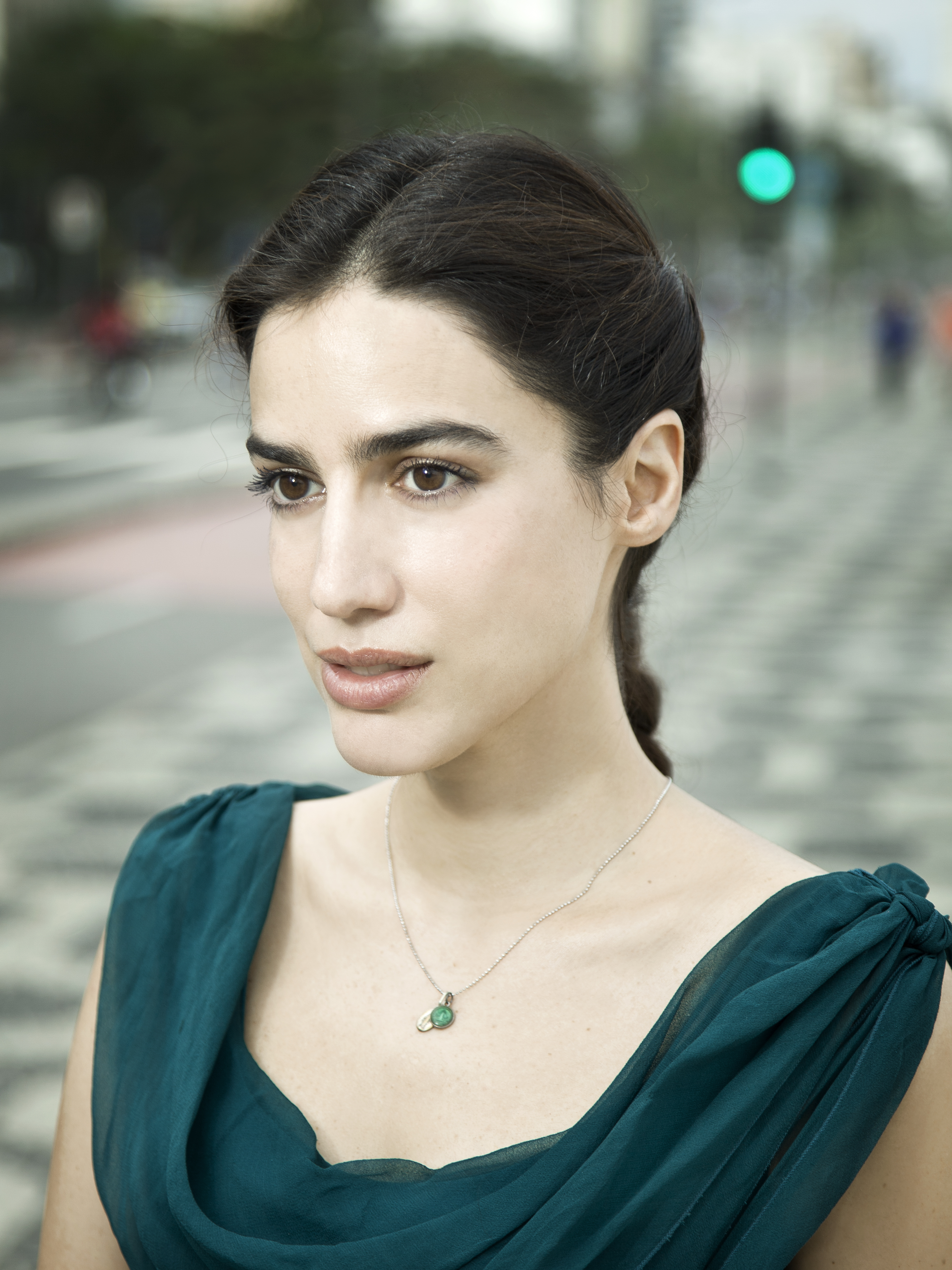

Lila Azam Zanganeh (geboren  1976 in Paris) ist eine iranische Autorin, die im Exil lebt. 

## Leben
Lila Azam Zanganeh wuchs als Tochter iranischer Emigranten in Frankreich auf. Sie besuchte in Paris die École normale supérieure von Fontenay-Saint-Cloud. Danach lehrte sie für eine Zeit als Lecturer romanische Sprachen an der Harvard University.  Feuilletonistische Beiträge von ihr wurden in der internationalen Presse wie The New York Times, The Paris Review, Le Monde und La Repubblica gedruckt. 2003 lernte sie Dmitri Nabokov kennen. 2006 führte sie ein Interview mit John Updike. 2006 gab sie einen Band Essays verschiedener iranischer Exil-Autoren heraus.
2011 erschien ihr erstes Buch, über ihre Lektüre Vladimir Nabokovs, das bis 2015 aus der englischen Sprache in acht weitere  Sprachen übersetzt wurde. 
Zanganeh engagiert sich ehrenamtlich im International Rescue Committee und bei Words Without Borders.

## Werke
- The Enchanter: Nabokov and Happiness. New York : Norton, 2011
  - Der Zauberer : Nabokov und das Glück. Aus dem Englischen von Susann Urban. Frankfurt am Main : Büchergilde Gutenberg, 2015
- (Hrsg.): My sister, guard your veil ; my brother, guard your eyes : uncensored Iranian voices. Boston, Mass. : Beacon Press, 2006